# Vierlande
Vierlande is een gebied van 77 km² in het zuidoosten van Hamburg, deel van het district Bergedorf. Er zijn 18419 inwoners (2009).
De naam bestond reeds in 1566 en verwijst naar de vier kerkdorpen, die inmiddels stadsdelen van Hamburg zijn geworden: Curslack, Kirchwerder, Neuengamme en Altengamme.

## Geschiedenis

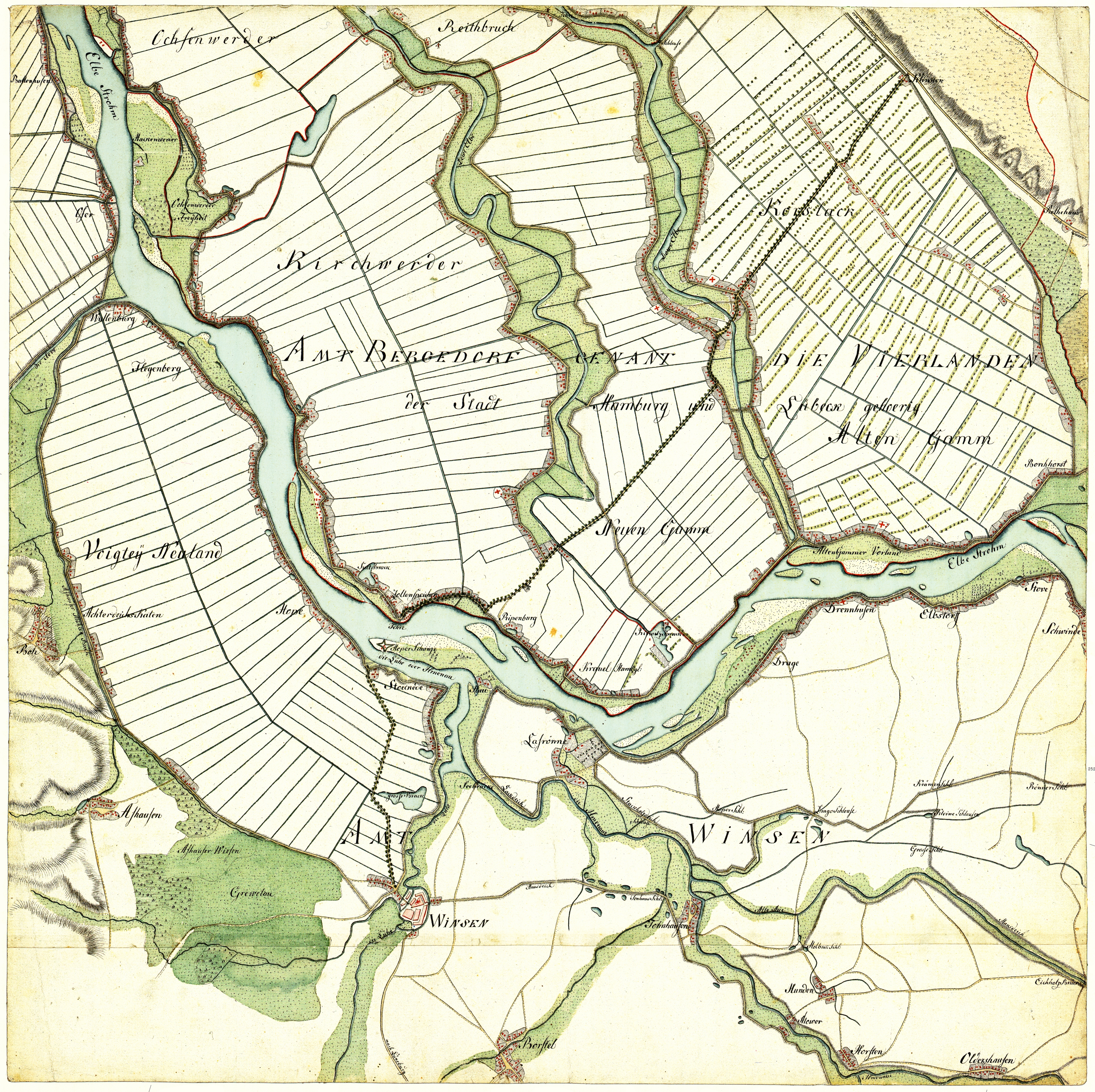
Kaart Vierlande rond 1790

Het gebied is ontstaan uit eilanden in de destijds op die plaats sterk vertakte Elbe. De bewoners waren vrije boeren, maar het gebied zelf wisselde van beheerder.
Aanvankelijk behoorde het aan de hertogen van Sachsen-Lauenburg. Uit geldgebrek gaven zij het aan de hanzesteden Hamburg en Lübeck in pand. Zonder terugbetaling namen de hertogen het in 1401 opnieuw in bezit, waarna het in 1420 door de steden werd veroverd. Overeenkomstig het Verdrag van Perleberg werd het eeuwenlang door hen samen bestuurd. Vanaf 1868 werd het bestuurd door Hamburg alleen, met uitzondering van een deel van Kirchwerder dat tot 1938 een exclave van de Pruisische landkreis Harburg bleef.

## Bezienswaardigheden
- het Rieckhaus in Curslack: openluchtmuseum over het leven in de Vierlande van de 16e tot de 19e eeuw
- twee windmolens: de Riepenburger Mühle en de Kokerwindmühle (een wipmolen bij het Rieckhaus)
- de vier dorpskerken
- vier natuurgebieden: Kiebitzbrack, Kirchwerder Wiesen, Borghorster Elblandschaft en Zollenspieker.